# Мерјем Узерли
Мерјем Сара Узерли (тур. Meryem Sara Uzerli, Касел, 12. август 1983) турска је глумица немачког порекла. Рођена је у мешовитом браку Немице и Турчина, као најмлађе од четворо деце. Глумом се бави већ десет година, а њена најзапаженија улога је у турском историјском серијалу Сулејман Величанствени (Muhteşem Yüzyıl) где игра улогу султаније Хурем. Мерјем је одрасла у Немачкој и слабо говори турски тако да је паралелно са снимањем серије учила турски језик. На тај начин је још више дочарано порекло. Све претходне улоге одиграла је на немачком.

## Филмографија
| Година:    | Српски назив:          | Оригинални назив: | Улога:          | Жанр:     |
| ---------- | ---------------------- | ----------------- | --------------- | --------- |
| 2016.      | /                      |                   | Селин           | ТВ серија |
| 2011-2013. | Сулејман Величанствени |                   | султанија Хурем | ТВ серија |